# Dívida de Independência do Haiti

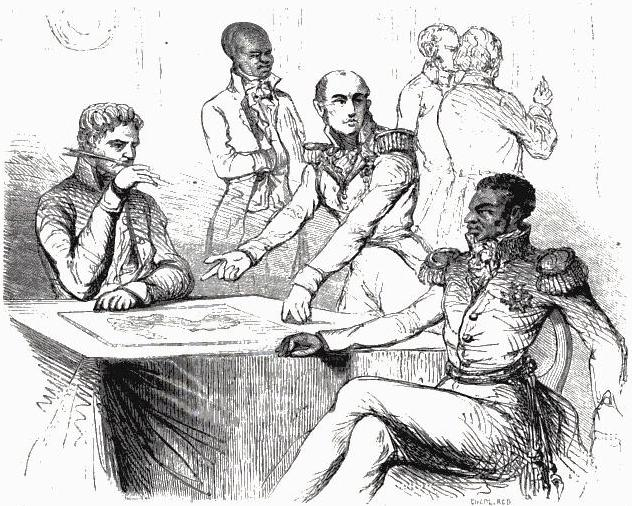
O Barão de Macau da França apresentando suas exigências a Jean-Pierre Boyer, Presidente do Haiti, em 1825

A controvérsia da indenização paga pelo Haiti envolve um acordo milionário realizado em 1825 entre o Haiti e a França, em que a França exigiu o pagamento de indenização no valor de 150 milhões de francos a ser paga pelo Haiti em reivindicações sobre propriedades - incluindo escravos haitianos - que foram perdidas durante a Revolução Haitiana em troca de reconhecimento diplomático, com a dívida removendo $ 21 bilhões da economia haitiana. Somente o primeiro pagamento anual foi seis vezes a receita anual do Haiti. O pagamento foi posteriormente reduzido para 90 milhões de francos em 1838, com o Haiti pagando cerca de 112 milhões de francos no total. Ao longo de mais de um século, entre 1825 e meados do século XX, a dívida prejudicou gravemente o desenvolvimento econômico do país haitiano, pois os pagamentos de juros e adiantamentos totalizaram uma parcela significativa do PIB haitiano, restringindo o uso de fundos financeiros domésticos para infraestrutura e serviços públicos. O pagamento da dívida do Haiti à França foi finalizado oficialmente em 1952.
A exigência de pagamento pela França, em troca de reconhecer a independência do Haiti foi entregue ao país por vários navios de guerra franceses em 1825, vinte e um anos após a declaração de independência do país, em 1804. Devido às demandas surreais da França, o Haiti foi forçado a tomar grandes empréstimos do banco francês Crédit Industriel et Commercial, enriquecendo os acionistas do banco. Embora a França tenha recebido seu último pagamento de indenização em 1888, o governo dos Estados Unidos financiou a aquisição do tesouro do Haiti em 1911 para receber pagamentos de juros relacionados à indenização. Em 1922, o restante da dívida do Haiti com a França foi transferido para ser pago a investidores americanos. Demorou até 1947 – cerca de 122 anos – para que o Haiti finalmente pagasse todos os juros associados ao National City Bank de Nova York (atual Citibank ). Em 2016, o Parlamento da França revogou o decreto de 1825 de Carlos X, embora nenhuma reparação tenha sido oferecida pela França. Essas dívidas são denunciadas como a raiz da pobreza do Haiti moderno e um caso de dívida odiosa, dívidas impostas a uma população pela força abusiva. Em 2022, o The New York Times publicou uma série investigativa dedicada ao assunto.

## História

### Colônia de São Domingos

Mapa da colônia francesa de Saint-Domingue, em 1777. A leste, fica a Capitania Geral de Santo Domingo (território da Espanha). A fronteira que divide a Ilha no mapa, é a fronteira pactuada entre França e Espanha no Tratado de Aranjuez de 1777. A princípio, toda a Ilha de Hispaniola pertencia à Espanha, mas os franceses conseguiram tomar a parte ocidental da ilha graças às Devastações de Osório (1605-1606).

São Domingos, que agora é denominado Haiti, era a colônia européia mais produtiva do mundo no século XIX. A França chegou a adquirir grande parte de sua riqueza usando escravos, com a população escrava de São Domingos respondendo por um terço de todo o comércio atlântico de escravos. Entre os anos de 1697 e 1804, colonos franceses trouxeram 800.000 escravos da África Ocidental para o que era então conhecido como Saint-Domingue para trabalhar nas vastas plantações. A população de Saint-Domingue atingiu 520 000 em 1790, e desses 425 000 eram escravos. A taxa de mortalidade entre os escravos era alta, com os franceses muitas vezes trabalhando escravos até a morte e transportando mais para a colônia em vez de suprir as necessidades, pois era mais barato. Na época, as mercadorias do Haiti representavam 30% do comércio francês, enquanto o açúcar representava 40% do mercado atlântico. Cerca de sessenta por cento do café consumido nos mercados europeus também era produzido naquela colônia.

### Haiti Independente

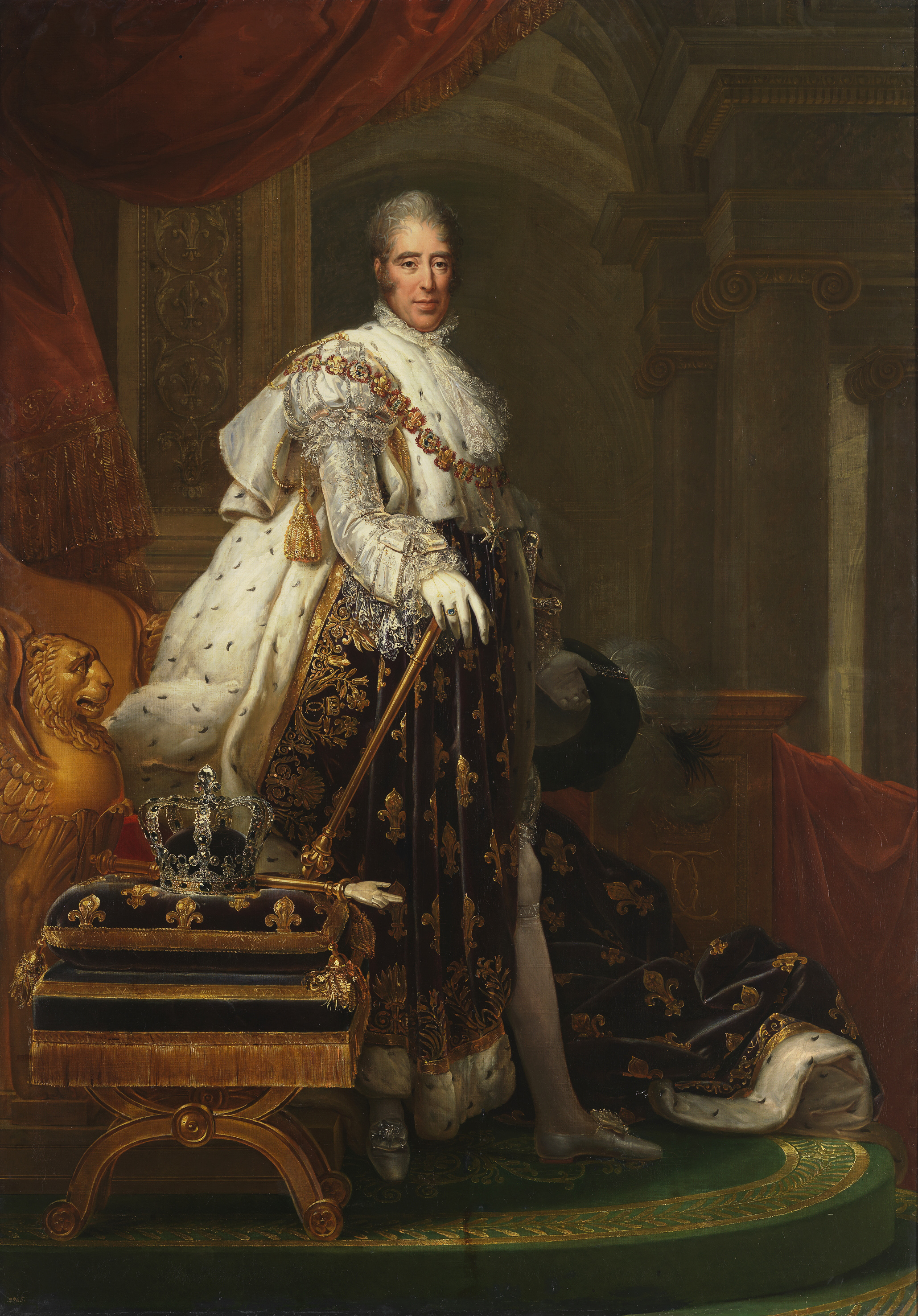
Rei da França Charles X, que exigiu o pagamento da dívida de escravos libertos

O legado de dívidas do Haiti começou logo após uma revolta generalizada de escravos contra os franceses, com os haitianos conquistando sua independência da França em 1804. O presidente Thomas Jefferson – temendo que os escravos que recém conquistaram a sua independência se espalhassem para os Estados Unidos – cessou a ajuda iniciada por seu predecessor John Adams e buscou o isolamento internacional do Haiti durante seu mandato. O Haiti esperava que o Reino Unido apoiasse seu reconhecimento devido à tensa história do reino com a França, mesmo fornecendo aos comerciantes britânicos taxas de importação mais baixas, embora durante o Congresso de Viena em 1815 o governo britânico tenha concordado em não impedir as ações da França por "qualquer meio possível", inclusive de armas, para recuperar São Domingos e subjugar os habitantes daquela colônia". Em 1823, o Reino Unido reconheceu a independência da Colômbia, do México e de outras nações das Américas, mas se absteve de estender o reconhecimento ao Haiti, desiludindo ainda mais os haitianos que buscavam reconhecimento.
Até que a França reconhecesse a independência do Haiti, o medo da reconquista e do isolamento contínuo persistiu entre os haitianos. O Haiti também passou por grandes dificuldades financeiras após a compra dos equipamentos para se defender das invasões. Sabendo que melhorias não poderiam acontecer até que o Haiti recebesse reconhecimento internacional, o presidente do Haiti, Jean-Pierre Boyer, enviou emissários para negociar os termos com a França. Em uma reunião em Bruxelas em 16 de agosto de 1823, o Haiti propôs renunciar a todos os impostos de importação por cinco anos sobre produtos franceses e então os impostos seriam reduzidos à metade no final do período; A França recusou a oferta imediatamente. Em 1824, o presidente Boyer começou a preparar o Haiti para uma guerra defensiva, movendo armamentos para o interior para fornecer maior proteção. Após serem convocados pela França, dois enviados haitianos viajaram para Paris. Nas reuniões realizadas entre junho e agosto de 1824, o Haiti ofereceu pagar uma indenização à França, embora as negociações tenham terminado depois que a França disse que reconheceria apenas seu antigo território na metade oeste de Hispaniola e, que buscava manter o controle das relações exteriores do Haiti.

### Portaria de Carlos X
Como demonstração de força, o capitão Ange René Armand, barão de Mackau, no navio "La Circe"(O Circo), junto com dois navios de guerra, chegou a Porto Príncipe em 3 de julho de 1825. Logo depois, mais navios de guerra, liderados pelos almirantes Pierre Roch Jurien de La Gravière e Grivel chegaram ao Haiti. Um total de catorze navios de guerra franceses equipados com 528 canhões apresentaram exigências para que o Haiti compensasse a França pela perda de escravos e pelo massacre de 1804 no Haiti.
Foi apresentada a seguinte portaria de Carlos X, rei da França, como exigência ao povo haitiano.
| "Carlos, pela graça de Deus, rei da França e Navarra. "A todos aqui presentes, saudações. "Tendo visto os artigos 14 e 73 da Carta "Desejando atender aos interesses do comércio francês, aos infortúnios dos antigos colonos de Saint-Domingo e à precária condição dos atuais habitantes da ilha; "Nós pedimos e pedimos o seguinte: " Art. I. Os portos DA PARTE FRANCESA de Saint-Domingo estarão abertos ao comércio de todas as nações. "Os direitos cobrados nestes portos sobre navios ou mercadorias no momento de sua entrada ou saída serão iguais e uniformes para todas as nações, exceto para a bandeira francesa, em nome da qual esses direitos serão reduzidos à metade do valor. " Art. II. Os atuais habitantes DA PARTE FRANCESA de Saint-Domingue pagarão, na Caisse des Dépots et Consignations da França, em cinco prestações anuais, vencendo a primeira em 31 de dezembro de 1825, a soma de cento e cinquenta milhões de francos, a fim de indenizar os ex-colonos que venham a reclamar uma indenização. " Art. III. Nestas condições concedemos, pela presente Portaria, aos atuais habitantes DA PARTE FRANCESA de Saint-Domingue a total independência de seu Governo. "E a presente Portaria será selada com o selo maior. "Feito em Paris, no Palácio das Tulherias, em 17 de abril de 1825 dC, e o primeiro de nosso reinado. "Charles.Pelo Rei: O Par da França, Ministro-Secretário de Estado da Marinha e das Colônias. "Comte de Chabrol." |

Os haitianos queriam que os franceses reconhecessem a parte espanhola da ilha como parte do território haitiano. No entanto, os franceses ignoraram categoricamente esse pedido. A  França devolveu a parte espanhola da ilha à Espanha no Tratado de Paris de 1814, que anulou o Tratado de Basel de 1795 .
Sob o decreto de Charles X, a França exigiu o pagamento de indenização no valor de 150 milhões de francos em troca do reconhecimento da independência do Haiti. Além do pagamento, Charles ordenou que o Haiti concedesse um desconto de cinquenta por cento (50%) nas taxas de importação francesas, dificultando o pagamento à França. Em 11 de julho de 1825, o senado do Haiti assinou o acordo de pagamento de indenização à França.

### Pagamento de indenização
Os pagamentos foram planejados pela França para serem tão grandes que efetivamente criariam uma "dívida dupla"; A França receberia um pagamento anual direto e o Haiti pagaria aos banqueiros franceses juros sobre os empréstimos necessários para atender às demandas anuais da França. A França enxergava na dívida do Haiti  "o principal interesse no Haiti, a questão que dominava tudo para nós", segundo um ministro francês. Grande parte da dívida seria paga diretamente à estatal francesa Caisse des dépôts et consignations . A França ordenou que o Haiti pagasse os 150 milhões de francos em um período de cinco anos, sendo o primeiro pagamento anual de 30 milhões de francos seis vezes maior que a receita anual do Haiti, exigindo que o Haiti fizesse um empréstimo do banco francês Ternaux Gandolphe et Cie para faça o pagamento. Os primeiros 30 milhões de francos exigiram um empréstimo de 24 milhões de francos de Ternaux Gandolphe et Cie que resultou em juros altos e o tesouro do Haiti foi completamente esvaziado, com um navio francês transportando remessas trancadas de dinheiro para Paris. A história do primeiro pagamento – 24 000 000 de francos-ouro – sendo transportado por Paris, dos cofres de Ternaux Gandolphe et Cie aos cofres do Tesouro francês foi registrada em detalhes.
O Haiti continuou a obter empréstimos da França e dos Estados Unidos para cumprir os pagamentos. Esses grandes pagamentos tornaram-se impossíveis para o Haiti e as inadimplências ocorreram imediatamente, com os pagamentos atrasados do Haiti muitas vezes aumentando as tensões com a França. Ternaux Gandolphe et Cie confiscou ativos do governo haitiano por não pagar seu empréstimo, embora o Tribunal de la Seine tenha anulado essas ações em 2 de maio de 1828. Em 12 de fevereiro de 1838, a França finalmente concordou em reduzir a dívida para 90 milhões de francos a serem pagos em um período de 30 anos para compensar os antigos proprietários de plantações que haviam perdido suas propriedades; o equivalente a US$ 21 bilhões em 2004. O presidente Boyer, que concordou em fazer os pagamentos, foi expulso do Haiti em 1843 por cidadãos que exigiam impostos mais baixos e mais direitos.
No final do século XIX, oitenta por cento (80%) da riqueza do Haiti estava sendo usada para pagar a dívida externa; A França foi a maior arrecadadora, seguida da Alemanha e dos Estados Unidos. Henri Durrieu, chefe do banco francês Crédit Industriel et Commercial (CIC), inspirou-se para aumentar a receita do banco seguindo o exemplo dos bancos estatais que adquirem capital de outras colônias francesas distantes, como Martinica e Senegal. Em 1874 e 1875, o Haiti contraiu dois grandes empréstimos da CIC, aumentando consideravelmente a dívida do país. Os bancos franceses cobravam do Haiti 40% (quarenta por cento) dos fundos emprestados apenas para comissões e outras taxas e o CIC iria adquirir "muito do futuro financeiro do Haiti", de acordo com o The New York Times. Thomas Piketty descreveu os empréstimos como um dos primeiros exemplos de " neocolonialismo através da dívida".

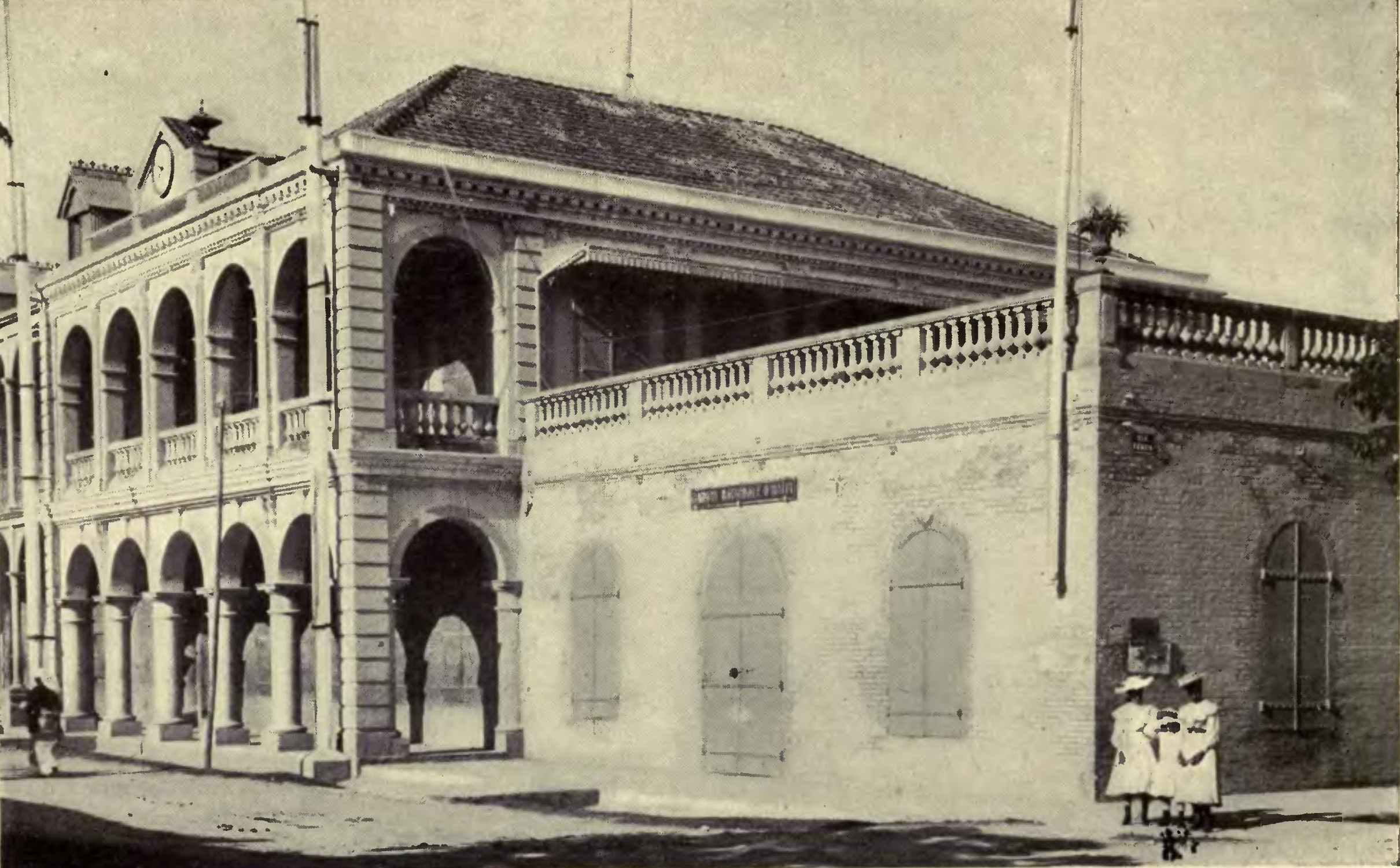
Edifício do Banco Nacional do Haiti em Porto Príncipe, em 1907

De 1880 a 1881, o Haiti concedeu uma concessão de emissão de moeda para criar o Banco Nacional do Haiti (BNH), sediado em Paris pelo CIC que simultaneamente financiava a construção da Torre Eiffel . O BNH foi descrito como uma entidade de "extração pura" pelo historiador econômico da Escola de Economia de Paris, Éric Monnet. Na diretoria do BNH estava Édouard Delessert, bisneto do comerciante de escravos e proprietário francês Jean-Joseph de Laborde que se estabeleceu quando a França controlava o Haiti. O haitiano Charles Laforestrie, que viveu principalmente na França e pressionou com sucesso para que o Haiti aceitasse o empréstimo de 1875 com o CIC, mais tarde se aposentou de seus cargos no Haiti em meio a acusações de corrupção, ingressando no conselho do BNH em Paris após sua fundação. A CIC receberia $ 136 milhões em dólares americanos de 2022 do Haiti e distribuiria esses fundos entre os acionistas, que obtiveram retornos anuais de 15% em média, sem devolver nenhum dos ganhos ao Haiti. Esses fundos distribuídos entre os acionistas acabariam custando ao Haiti pelo menos US$ 1,7 bilhão em desenvolvimento. Sob o BNH controlado pela França, os fundos haitianos eram supervisionados pela França e todas as transições resultaram em uma taxa de comissão, com os lucros dos acionistas da CIC muitas vezes sendo maiores do que todo o orçamento para as obras públicas do Haiti. O governo francês finalmente reconheceu o pagamento de 90 milhões de francos em 1888 e, durante um período de cerca de setenta anos, o Haiti pagou 112 milhões de francos à França, cerca de US$ 560 milhões em 2022.

#### Ocupação do Haiti pelos Estados Unidos

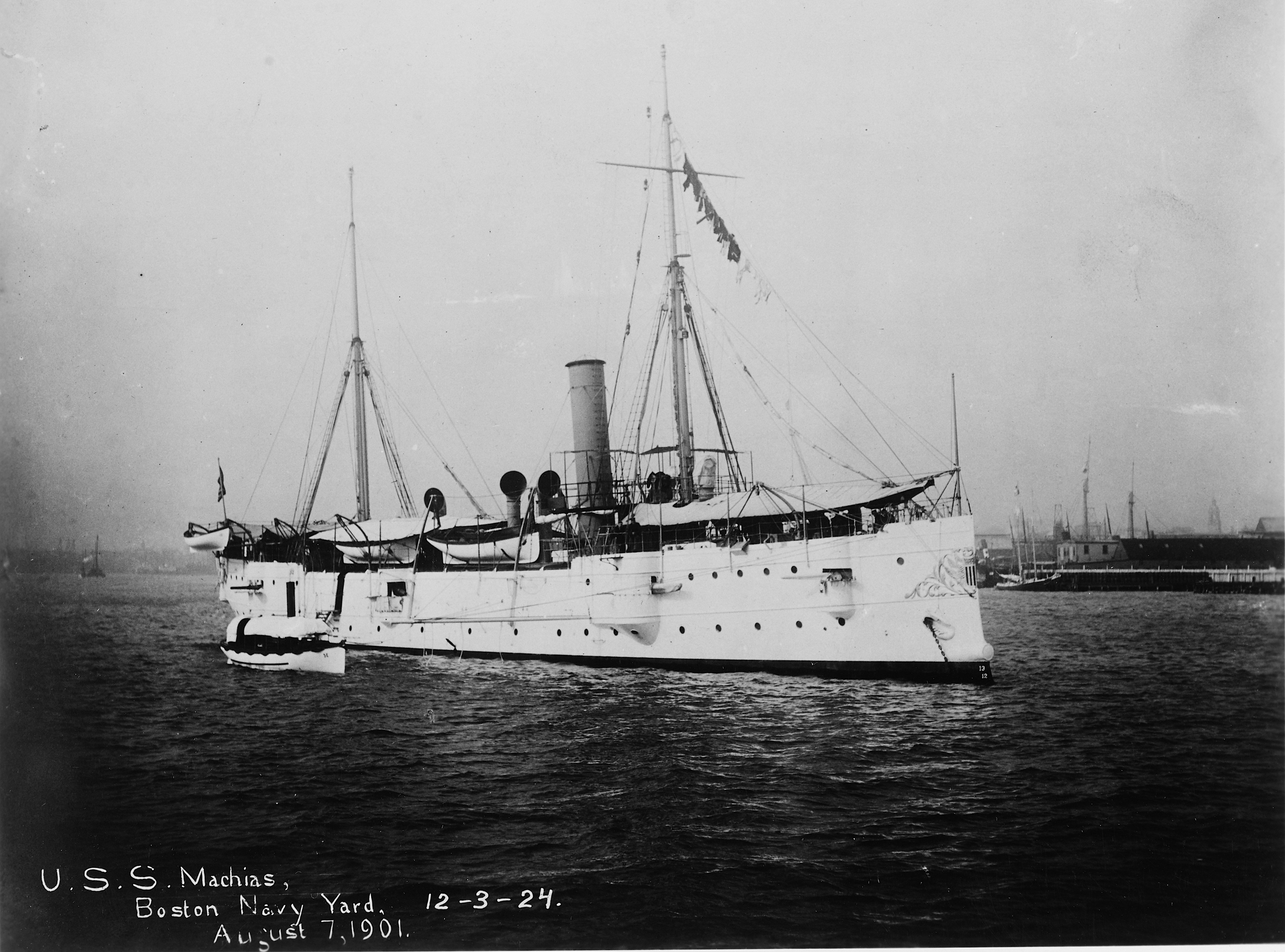
O USS Machias (PG-5), que transportava o ouro do Haiti para a cidade de Nova York para ser colocado na 55 Wall Street

Em 1903, as autoridades haitianas começaram a acusar o BNH de fraude e, em 1908, o ministro das Finanças do Haiti, Frédéric Marcelin, pressionou para que o BNH trabalhasse em nome dos haitianos, embora as autoridades francesas começassem a elaborar planos para reorganizar seus interesses financeiros. O enviado francês ao Haiti, Pierre Carteron, escreveu após as objeções de Marcelin que "é da maior importância que estudemos como estabelecer um novo estabelecimento de crédito francês em Port-au-Prince. . . Sem qualquer vínculo próximo com o governo haitiano." As empresas dos Estados Unidos perseguiram o controle do Haiti por anos e, de 1910 a 1911, o Departamento de Estado dos Estados Unidos apoiou um consórcio de investidores americanos - liderado pelo National City Bank de Nova York - para adquirir o controle do National Bank of Haiti para criar o Banco da República do Haiti (BNRH), com o novo banco frequentemente retendo pagamentos do governo haitiano, levando a distúrbios.
A França ainda manteria uma participação no BNRH, embora o CIC fosse excluído. Após a derrubada do presidente haitiano Michel Oreste em 1914, o National City Bank e o BNRH exigiram que os fuzileiros navais dos Estados Unidos tomassem a custódia da reserva de ouro do Haiti de cerca de US$ 500 000 – em dezembro de 1914; o ouro foi transportado a bordo do USS Machias (PG-5) em caixas de madeira e colocado no cofre do National City Bank em Nova York dias depois. A derrubada do presidente do Haiti, Vilbrun Guillaume Sam, e a agitação subsequente resultaram na ordem do presidente dos Estados Unidos, Woodrow Wilson, de invadir o Haiti para proteger os interesses comerciais americanos em 28 de julho de 1915. Seis semanas depois, os Estados Unidos assumiram o controle das alfândegas, instituições administrativas, bancos e do tesouro nacional do Haiti, com os Estados Unidos usando um total de quarenta por cento da renda nacional do Haiti para pagar dívidas a bancos americanos e franceses pelos próximos dezenove anos. até 1934. Em 1922, o BNRH foi totalmente adquirido pelo National City Bank, sua sede foi transferida para a cidade de Nova York e a dívida do Haiti com a França foi transferida para ser paga a investidores americanos. Sob o controle do governo dos Estados Unidos, um total de quarenta por cento da renda nacional do Haiti foi destinado ao pagamento de dívidas com bancos americanos e franceses. O Haiti pagaria sua remessa final de indenização ao National City Bank em 1947, com as Nações Unidas relatando que, naquela época, os haitianos estavam "frequentemente perto do nível de fome".

## Consequências
De acordo com o The New York Times, os pagamentos custaram ao Haiti grande parte de seu potencial de desenvolvimento, removendo cerca de US$ 21 a US$ 115 bilhões de crescimento do Haiti – ou cerca de uma a oito vezes a economia total do país – ao longo de dois séculos, de acordo com cálculos conduzidos por quinze proeminentes economistas. A história da indenização do Haiti não é ensinada como parte da educação na França. As famílias aristocráticas francesas também esqueceram que suas famílias lucraram com o pagamento da dívida do Haiti. O presidente da França, François Hollande, acabaria descrevendo o dinheiro pago pelo Haiti à França como "o resgate da independência" e, em 2016, o Parlamento da França revogou a portaria de 1825 em um gesto simbólico.

### Pedidos de reparação

#### Governo Aristide
Em 2003, o presidente do Haiti Jean-Bertrand Aristide exigiu que a França pagasse ao Haiti mais de 21 bilhões de dólares americanos, o que ele disse ser o equivalente em dinheiro de hoje aos 90 milhões de francos-ouro que o Haiti foi forçado a pagar a Paris depois de se libertar da França. Autoridades francesas e haitianas afirmaram posteriormente ao The New York Times que os pedidos de reparação de Aristide levaram as autoridades francesas e haitianas a colaborar com os Estados Unidos na remoção de Aristide porque a França temia que as discussões sobre reparações abrissem um precedente para outras ex-colônias, como a Argélia.
Em fevereiro de 2004, ocorreu um golpe de estado contra o presidente Aristide. O Conselho de Segurança das Nações Unidas, do qual a França é membro permanente, rejeitou um apelo de 26 de fevereiro de 2004 da Comunidade do Caribe (CARICOM) para que forças internacionais de manutenção da paz fossem enviadas para seu estado membro, o Haiti. No entanto, o Conselho de Segurança votou unanimemente pelo envio de tropas ao Haiti três dias depois, poucas horas após a polêmica renúncia de Aristide. O primeiro-ministro provisório Gerard Latortue, que assumiu o cargo após o golpe, rescindiria posteriormente o pedido de reparação, chamando-o de "tolo" e "ilegal".
Myrtha Desulme, presidente do Comitê de Intercâmbio Haiti-Jamaica, disse à IPS: “Acredito que [o pedido de reparações] pode ter algo a ver com isso, porque eles [a França] definitivamente não gostaram e fizeram alguns comentários muito hostis. comentários . . . Acredito que ele tinha motivos para essa demanda, porque foi isso que iniciou a queda do Haiti".

#### Terremoto de 2010
Após o terremoto de 2010 no Haiti, o Ministério das Relações Exteriores da França fez um pedido formal ao Clube de Paris em 17 de janeiro de 2010 para cancelar completamente a dívida externa do Haiti. Vários comentaristas, por exemplo, Matt Apuzzo, do The New York Times, Selam Gebrekidan, Constant Méheut e Catherine Porter, analisam como os problemas atuais do Haiti decorrem de seu passado colonial, fazendo referências à demanda de indenização do início do século XIX e como havia se esgotado severamente o tesouro e as capacidades econômicas do governo haitiano em sua decorrência.